# Квіткове (Тернопільський район)
Квіткове́ —  село в Україні, у Саранчуківській сільській громаді Тернопільського району Тернопільської області.
Поштове відділення — Божиківське. До 2020 року підпорядковане Божиківській сільраді. До 1964 називалося Сільце Божиківське. 
До Квіткового приєднано хутори Лопуше та Морги.
Населення — 230 особи (2020). Дворів — 92.

## Географія
У селі є вулиці Горішня, Долішня, Лопуше та Морги.

### Клімат
Для села характерний помірно континентальний клімат. Квіткове розташоване у «холодному Поділлі» — найхолоднішому регіоні Тернопільської області.
| Клімат Квіткового         | Клімат Квіткового | Клімат Квіткового | Клімат Квіткового | Клімат Квіткового | Клімат Квіткового | Клімат Квіткового | Клімат Квіткового | Клімат Квіткового | Клімат Квіткового | Клімат Квіткового | Клімат Квіткового | Клімат Квіткового | Клімат Квіткового |
| Показник                  | Січ.              | Лют.              | Бер.              | Квіт.             | Трав.             | Черв.             | Лип.              | Серп.             | Вер.              | Жовт.             | Лист.             | Груд.             | Рік               |
| Середній максимум, °C     | −1,4              | 0,0               | 4,9               | 12,8              | 18,7              | 21,9              | 23,2              | 22,6              | 18,4              | 12,6              | 5,5               | 0,6               | 11                |
| Середня температура, °C   | −4,4              | −3                | 1,2               | 7,9               | 13,4              | 16,6              | 17,9              | 17,2              | 13,3              | 8,1               | 2,6               | −2                | 7                 |
| Середній мінімум, °C      | −7,4              | −5,9              | −2,4              | 3,1               | 8,1               | 11,4              | 12,7              | 11,9              | 8,3               | 3,6               | −0,3              | −4,5              | 3                 |
| Норма опадів, мм          | 33                | 32                | 34                | 52                | 80                | 94                | 99                | 73                | 56                | 39                | 38                | 41                | 671               |
| ------------------------- | ----------------- | ----------------- | ----------------- | ----------------- | ----------------- | ----------------- | ----------------- | ----------------- | ----------------- | ----------------- | ----------------- | ----------------- | ----------------- |
| Джерело: climate-data.org |                   |                   |                   |                   |                   |                   |                   |                   |                   |                   |                   |                   |                   |

## Історія
Перша писемна згадка — 1455 рік.
12 червня 2020 року, відповідно до Розпорядження Кабінету Міністрів України від  № 724-р «Про визначення адміністративних центрів та затвердження територій територіальних громад Тернопільської області», село увійшло до складу Саранчуківської сільської громади.
19 липня 2020 року, в результаті адміністративно-територіальної реформи та ліквідації Бережанського району, село увійшло до складу новоутвореного Тернопільського району.

## Політика

### Парламентські вибори, 2019
На позачергових парламентських виборах 2019 року у селі функціонувала окрема виборча дільниця № 610016, розташована у приміщенні народного дому.
Результати
- зареєстровано 155 виборців, явка 67,74%, найбільше голосів віддано за Радикальну партію Олега Ляшка — 22,12%, за Всеукраїнське об'єднання «Батьківщина» — 18,27%, за «Європейську Солідарність» — 13,46%[5]. В одномандатному окрузі найбільше голосів отримав Іван Чайківський (самовисування) — 65,69%, за Володимира Кісілевича (Слуга народу) — 10,78%, за Петра Репелу (Всеукраїнське об'єднання «Батьківщина») — 9,80%[6].

## Релігія
- церква Успіння Пресвятої Богородиці (1905; кам'яна).

## Пам'ятники
Насипана могила УСС (1990).

## Політика
Від 28 квітня 2012 року село належить до виборчого округу 165.

## Соціальна сфера
Діють загальноосвітня школа І ступеня (не працює), клуб, бібліотека, ФАП, ПАП «Квіткове».

## Галерея

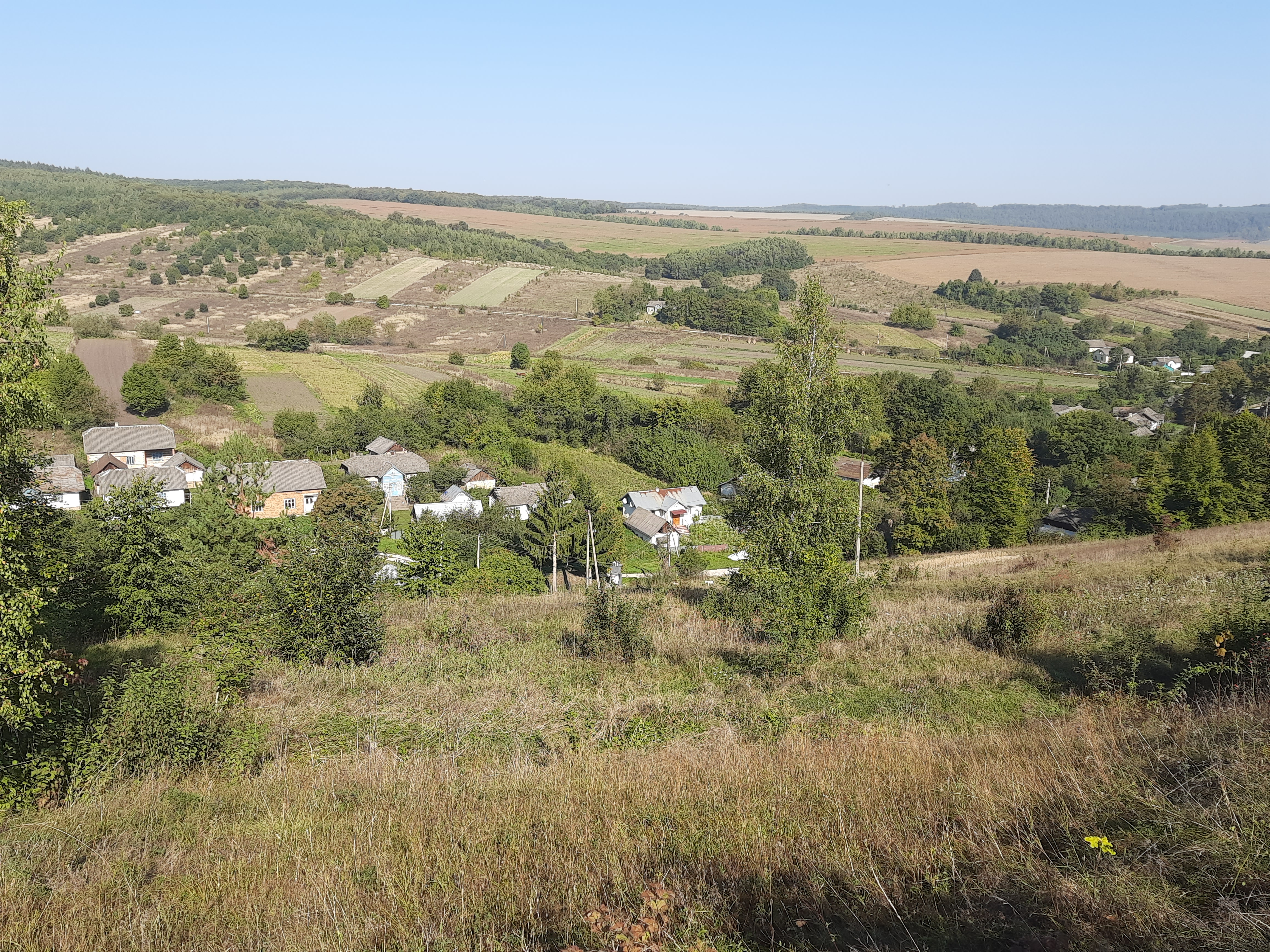
Вигляд на село з пагорба
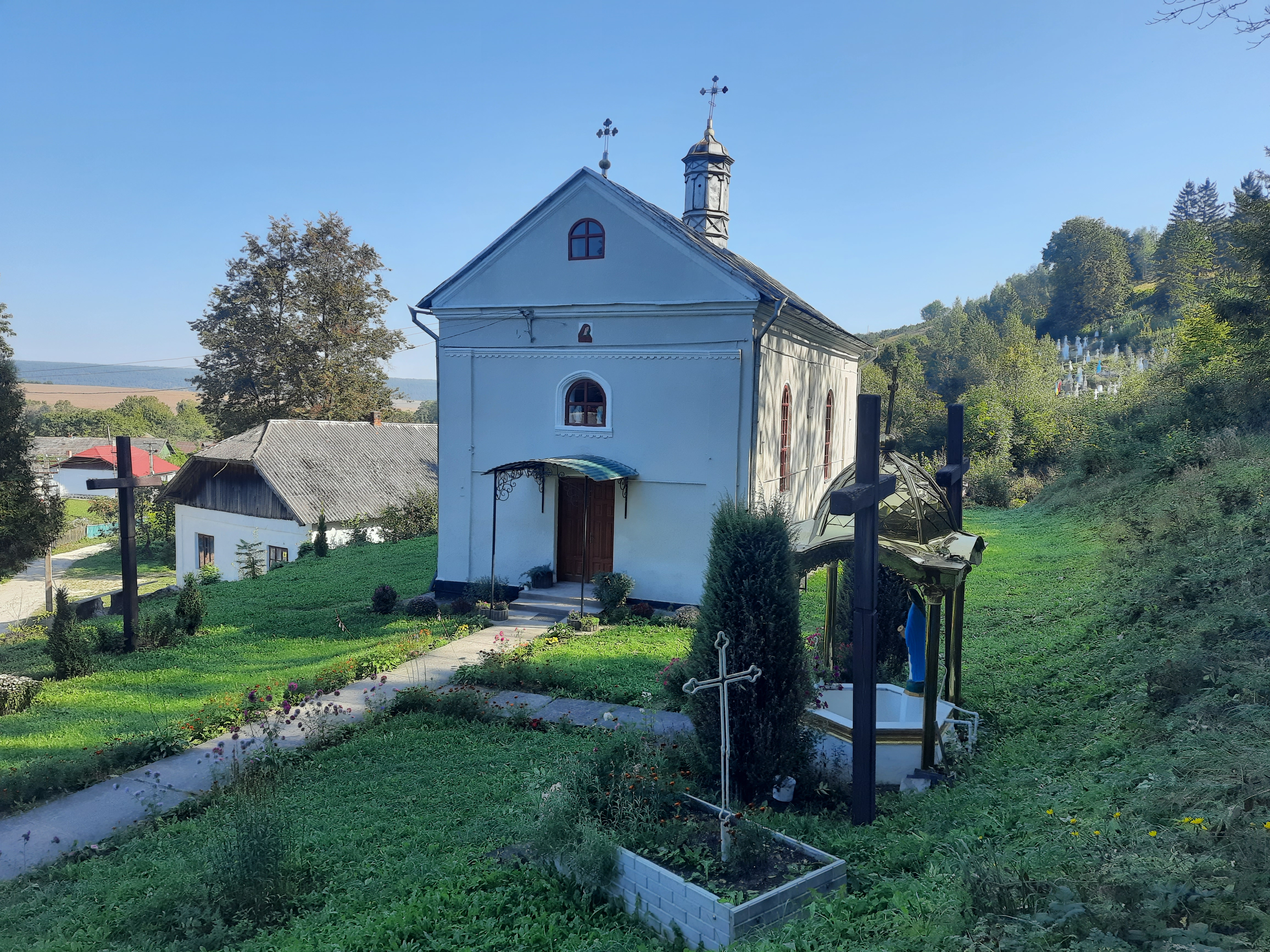
Церква Успіння Пресвятої Богородиці
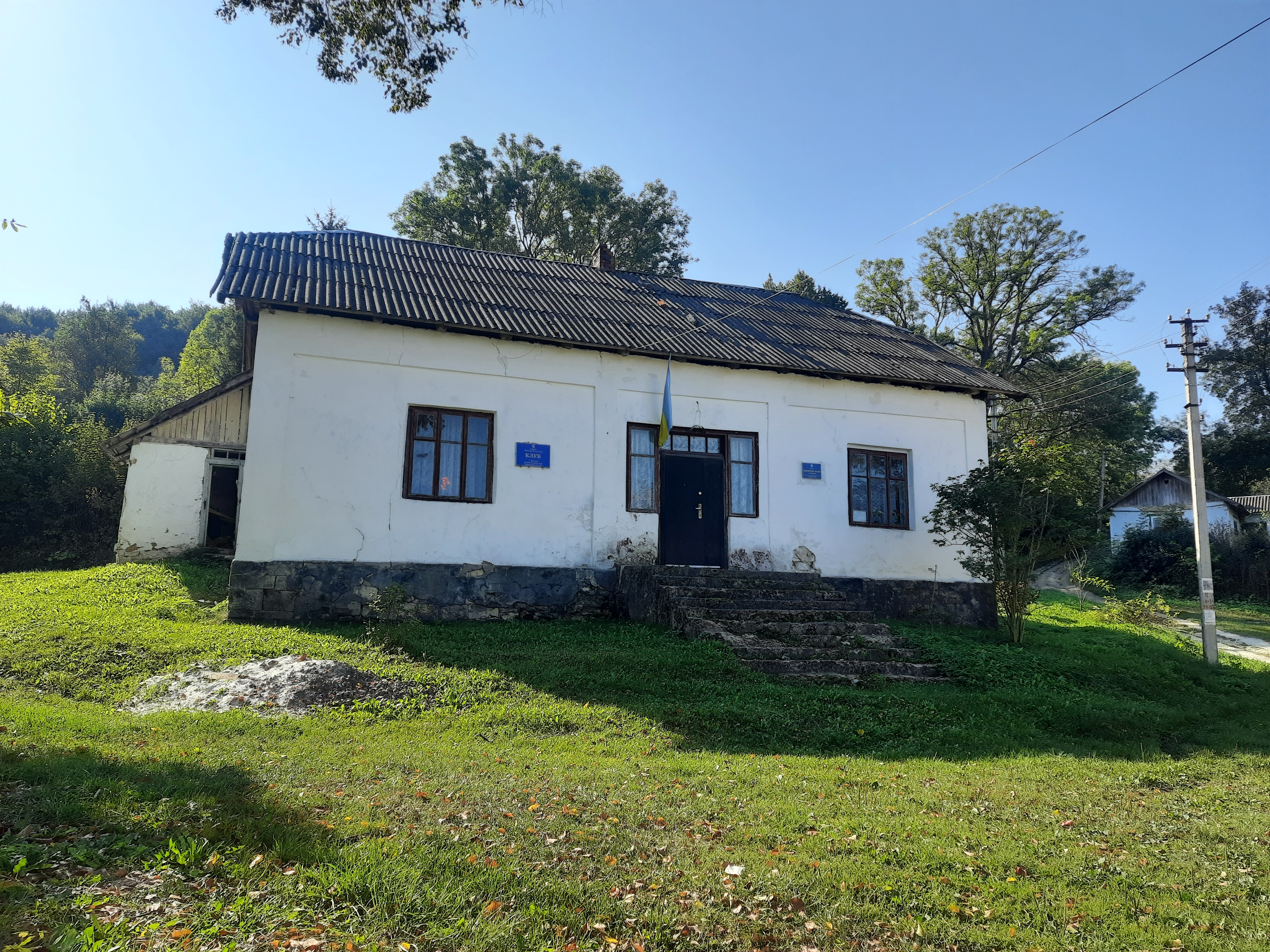
Клуб
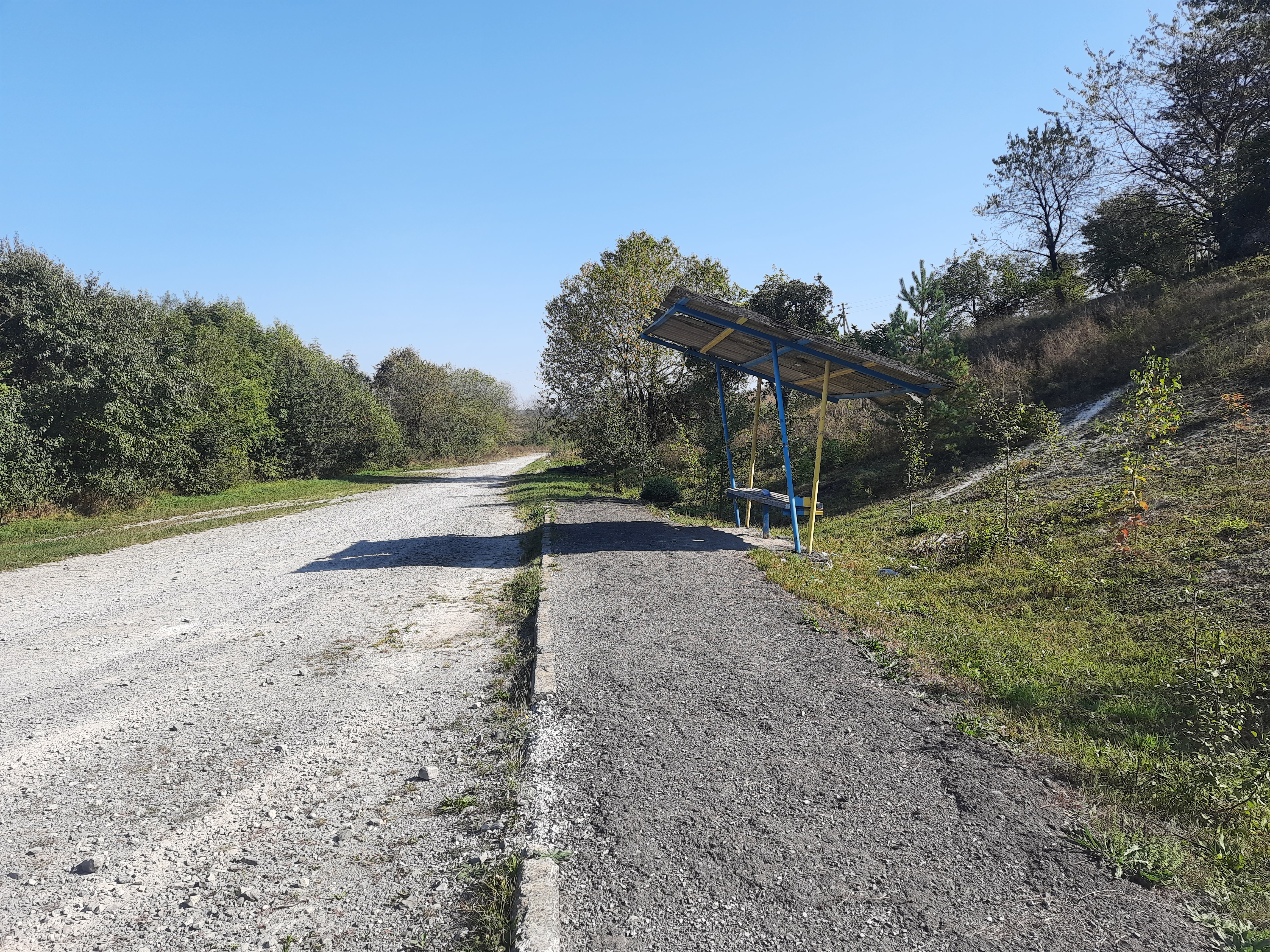
Автобусна зупинка біля села
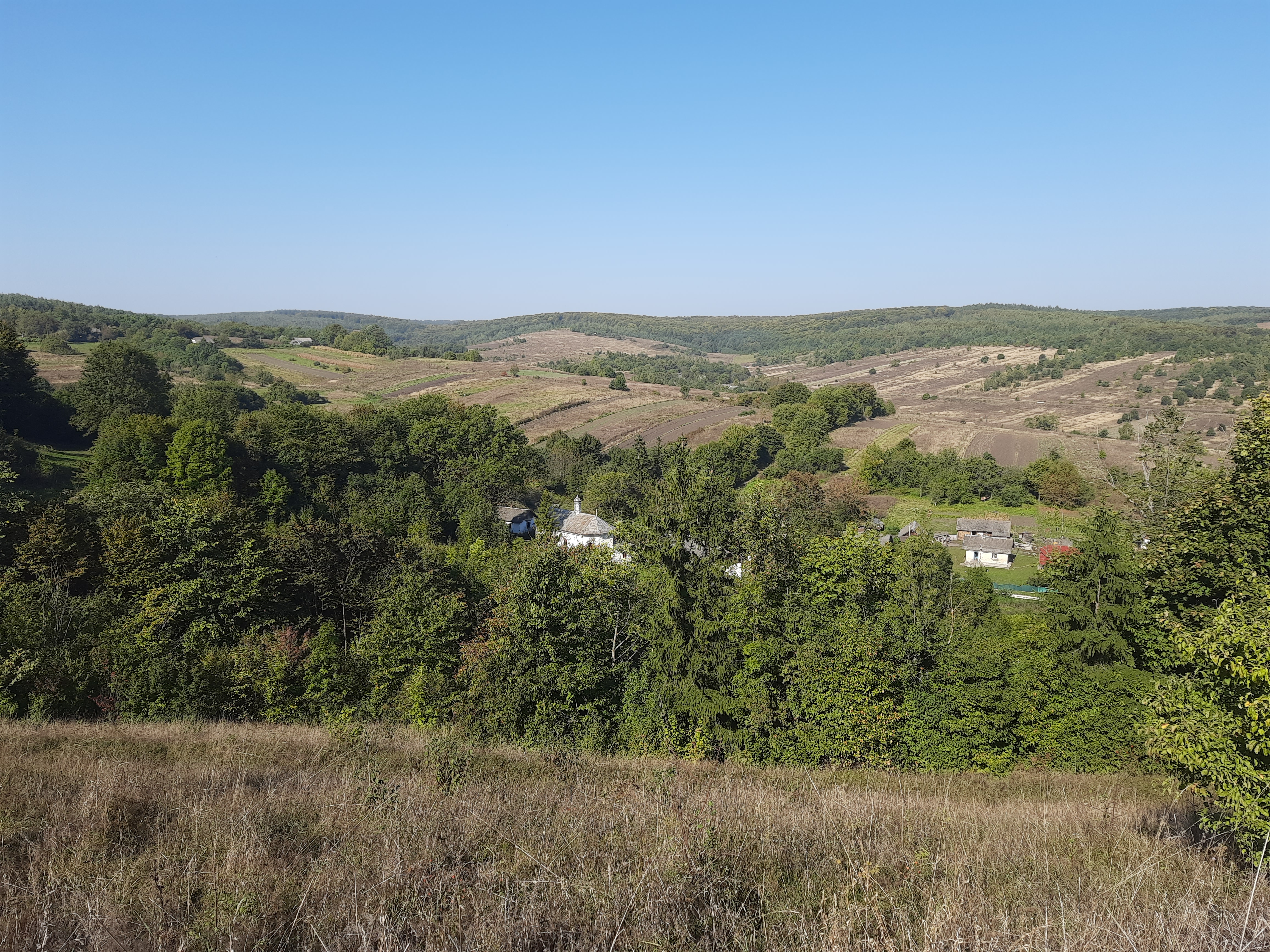
Сільський краєвид